# Gerbilliscus inclusus
Gerbilliscus inclusus és una espècie de mamífer rosegador de la família dels múrids. És endèmic del sud-est d'Àfrica (centre de Moçambic, sud-est i nord-est de Tanzània i est de Zimbàbue). El seu hàbitat natural són les sabanes humides o molt humides de sòl sorrenc. És una espècie en risc mínim, és a dir, no sembla que hi hagi cap amenaça significativa per a la seva supervivència.